# Astenosfera

A astenosfera (5)

A astenosfera é uma zona superior do manto terrestre menos rígida que se encontra abaixo da litosfera, entre aproximadamente 80 e 200 km abaixo da superfície. O limite inferior é ainda mais difuso.
A existência da astenosfera foi evidenciada através do estudo do comportamento das ondas sísmicas. Na astenosfera, a velocidade de propagação das ondas sísmicas diminui devido sua propriedade dúctil. Estima-se que apenas 1% da massa da astenosfera, na zona de contato entre os minerais, esteja em estado líquido.
| Corte do interior terrestre, do núcleo para a exosfera. Sem escala. | Profundidade km | Camada           | Densidade g/cm³ |
| ------------------------------------------------------------------- | --------------- | ---------------- | --------------- |
| Corte do interior terrestre, do núcleo para a exosfera. Sem escala. | 0–60            | Litosfera        | —               |
| Corte do interior terrestre, do núcleo para a exosfera. Sem escala. | 0–35            | … Crosta         | 2.2–2.9         |
| Corte do interior terrestre, do núcleo para a exosfera. Sem escala. | 35–60           | … Manto superior | 3.4–4.4         |
| Corte do interior terrestre, do núcleo para a exosfera. Sem escala. | 35–2890         | Manto            | 3.4–5.6         |
| Corte do interior terrestre, do núcleo para a exosfera. Sem escala. | 100–700         | … Astenosfera    | —               |
| Corte do interior terrestre, do núcleo para a exosfera. Sem escala. | 2890–5100       | Núcleo externo   | 9.9–12.2        |
| Corte do interior terrestre, do núcleo para a exosfera. Sem escala. | 5100–6378       | Núcleo interno   | 12.8–13.1       |